# Angélicas
La Congregación de Hermanas Angélicas de San Pablo (oficialmente en latín: Congregatio Sancti Pauli Sorores Angelicae, cooficialmente en italiano: Congregazione delle Suore angeliche di San Paolo) es una congregación religiosa católica femenina de derecho pontificio, fundada por la viuda italiana Luisa Torelli y el religioso Antonio María Zaccaria, en Milán, en 1530. A las religiosas de este instituto se les conoce comúnmente como angélicas y posponen a sus nombres las siglas A.S.P.

## Historia

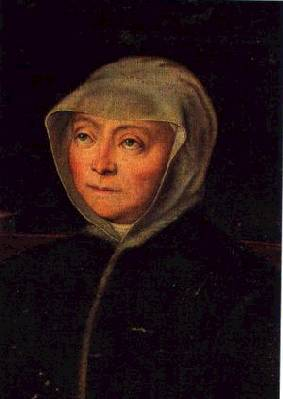
Luisa Torelli (1500-1569), fundadora de la congregación.

Luisa Torelli, condesa de Guastalla, habiendo quedado viuda por la segunda vez a la edad de veinte y cinco años vio en esta desgracia un aviso del cielo y renunció a las alegrías y a los bienes del mundo. Consagró su gran fortuna a la fundación de una sociedad piadosa y del magnífico convento de la Conversión de San Pablo en Milán. Pablo III autorizó esta fundación en 1534 y el fundador de los barnabitas, Antonio María Zaccaria, dirigió la obra y la puso en relación íntima con su orden. Con efecto, mientras que la orden de los barnabitas tiene por objeto la conversión de los hombres, las Angélicas trabajaban durante su misión, en la conversión de las mujeres. Más tarde, sin embargo, se introdujo en ellas la clausura y no pudieron ya tomar parte en las misiones.

## Organización
La Congregación de las Hermanas Angélicas de San Pablo es un instituto religioso de derecho pontificio centralizado, cuyo gobierno recae en la superiora general, a la que los miembros del instituto llaman Madre general. A ella, le coadyuva su consejo, elegido para un periodo de seis años. La sede central se encuentra en Roma.
Las angélicas se dedican a la educación cristiana de la juventud, a la pastoral misionera y a las obras parroquiales. Conservan el ideal contemplativo, desde donde se alimentan para ejercer su apostolado. Su espiritualidad es paulina, es decir, que toman a san Pablo como modelo de sus misiones. Su nombre pretende recordarles que están obligadas a una angelical pureza y que son los ángeles de las almas caídas.
El instituto, unido a la obra de Antonio María Zaccaria, es la rama femenina de los barnabitas, con ellos trabajan en algunas obras conjuntas. En 2015, tenía unas 231 religiosas, distribuidas en 38 comunidades, presentes en Albania, Bélgica, Brasil, Chile, España, Estados Unidos, Filipinas, Kosovo, Italia, Polonia, Portugal y República Democrática del Congo.